# Chośnicki

Chośnicki I

Chośnicki (Malek, Małek odmienny, Podjaski odmienny, Strzały) – polski herb szlachecki, używany przez rodzinę osiadłą na Kaszubach. Według Przemysława Pragerta jest to ten sam herb co Podjaski. Rozróżnienia na osobne herby dokonał Juliusz Karol Ostrowski, a powtórzył go Tadeusz Gajl. Według nich jest to odmiana herbu Podjaski.

## Opis herbu
Herb występował w kilku wariantach, które przytacza Przemysław Pragert. Opisy z wykorzystaniem zasad blazonowania, zaproponowanych przez Alfreda Znamierowskiego:
Chośnicki I (Strzały, Podjaski Ia, Małek odmienny, Malek): W polu błękitnym pod trzema strzałami – środkowej żeleźcem do góry, a bocznych ukośnie ku bokom tarczy – trzy listki koniczyny zielone na jednej łodyżce. Nad hełmem w koronie strzały ułożone jak na tarczy.
Chośnicki Ia (Podjaski Ib, Małek odmienny, Malek): Trzy zielone listki koniczyny na osobnych łodygach.
Chośnicki II (Podjaski IIb, Małek odmienny, Malek, Malecki): Strzały w godle skrzyżowane w gwiazdę, pojedynczy listek koniczyny, brak korony na hełmie.
Chośnicki IIa (Podjaski II, Małek odmienny, Malek): Jak poprzedni, ale jest korona na hełmie i strzały w klejnocie skrzyżowane w gwiazdę.
Chośnicki IIb (Podjaski IIa, Małek odmienny, Malek): Jak poprzedni, ale bez koniczyny.
Chośnicki IIc (Podjaski IIc, Małek odmienny, Malek): Jak II, bez koniczyny.

## Najwcześniejsze wzmianki
Herb odnotowany przez polskie i niemieckie herbarze. Z polskich heraldyków wymieniają go: Kasper Niesiecki i Juliusz Karol Ostrowski (wariant Chośnicki Ia, jako Chośnicki, Ostrowski jeszcze Chośnickiego IIa, jako Podjaski II). Wariant I wymienia Jan Dachnowski (Herbarz szlachty Prus Królewskich w XVIII wieku). Warianty II, IIb i IIc wymienia herbarz Siebmachera (Nowy Siebmacher). Ponadto, wariant II jest u Żernickiego (Der Polnischen Adel) i Ledebura (Adelslexikon der Preussiche Monarchie).

## Herb Chośnicki a herb Podjaski
Istnieją podzielone zdania co do odrębności herbów Chośnicki i Podjaski. Już według Niesieckiego rodziny Chośnickich i Podjaskich miały używać takiego samego herbu. Wariant Chośnicki I miał być wspólnym herbem tych rodzin w XVII wieku. Z biegiem lat następowało jednak różnicowanie się wariantów herbu i już u Juliusza Karola Ostrowskiego Chośniccy i Podjascy mają przypisane różne, choć podobne herby. W publikacjach współczesnych pojawia się zarówno stanowisko Niesieckiego (u Pragerta, choć niektóre warianty obu herbów są u niego przypisane tylko jednej z rodzin) jak i Ostrowskiego (u Gajla).

## Rodzina Chośnickich
Rodzina szlachecka z Chośnicy w powiecie mirachowskim. Jako własność rycerska, wieś ta wzmiankowana jest już w XV wieku. W 1570 należała do ośmiu właścicieli używających przezwisk-przydomków (lista poniżej). Chośniccy dziedziczyli też część Mściszewic, Zgorzałych i Wiczlina. Rodzina miała wywodzić się od rodziny Witk, o czym świadczy koniczyna w herbie Chośnickich i Witków.

## Herbowni
Chośnicki (Choschnicki, Chosnicki, Chosnitzki, Chossinski, Choszinki, Czośnicki, Kosznicki, Kośnicki). Ponadto rodzina używała czasami przydomków Mądry, Domaros (Dumrowski), Kleczka, Łasz, Kętrzyński, Pałubicki, Gęsk, Jaroch, Kostka i Małek (Malecki, Malek), Witk (Witek). Według Pragerta również Podjaski z wariantami i przydomkami.